# Anatoli Vassiliev
Pour les articles homonymes, voir Vassiliev.
Ne doit pas être confondu avec Anatoli Vasilev.
Anatoli Alexandrovitch Vassiliev (en russe : Анатолий Александрович Васильев), né le 4 mai 1942 à Danilovka, dans l'oblast de Penza, est un metteur en scène et professeur de théâtre russe, à la réputation internationale. Il est également le fondateur du Théâtre « École d’Art dramatique » à Moscou, situé d'abord rue Povarskaïa, puis déménagée dans un nouveau bâtiment rue Sretenka, lieu architecturalement original qu'il a conçu et destiné à la « recherche théâtrale » à laquelle il s'est attachée tout au long de sa vie.
Il assure plusieurs sessions d'enseignement au Académie russe des arts du théâtre (Gitis) et à l'Institut national de la cinématographie (VGIK) de Moscou. Il dirige également la première formation à la mise en scène en France à l'École nationale supérieure des arts et techniques du théâtre (ENSATT) de Lyon, et transmet l'art de l'acteur dans le cadre de nombreux stages.
Il élabore une méthode de jeu précise qui différencie les textes écrits dans des structures dites « psychologiques » (en lien avec des textes de situation), des textes écrits dans des structures dites de « jeu » ou « ludiques » (en lien avec des textes à caractère métaphysique ou philosophique).

## Biographie
C'est en 1968 qu'Anatoli Vassiliev entre au Conservatoire d’État d’Art dramatique Lounatcharski de Moscou (Gitis) et suit les cours d'Andreï Popov et de Maria Knebel.
En 1973, il commence à travailler au Théâtre d'art de Moscou où il adapte Solo pour Horloge et Carillon d'Oswald Zagradnik. À partir de 1977, il travaille sous la direction de son professeur de Gitis, Andreï Popov, au Théâtre Stanislavski. Il s'y démarque avec l'adaptation de Vassa Geleznova de Maxime Gorki et La fille adulte d'un jeune homme (Взрослая дочь молодого человека, 1979) de Viktor Slavkine. En 1982, il est invité au Théâtre de la Taganka par Iouri Lioubimov. Son spectacle Cerceau est reconnu meilleure adaptation de l'année 1985. Dans les années 1980, il commence à enseigner aux Cours supérieurs de formation des scénaristes et réalisateurs.
Il réalise son projet d'École d’Art dramatique en 1987. Le théâtre commence ses représentations dans le sous-sol du bâtiment rue Povarskaïa, dans le nord de l'Arbat dans le District administratif central de Moscou. La première saison est inaugurée le 24 février 1987, avec Six Personnages en quête d'auteur de Luigi Pirandello. Il est révélé en 1987-1988 en Europe occidentale par cette adaptation et par Cerceau, que Viktor Slavkine écrit spécialement pour sa troupe.
Son école apparait comme un laboratoire dans lequel sont menées des expériences sur la voix ou sur la place du corps. Anatoli Vassiliev s'est attaché à mettre en scène des textes non théâtraux pour en interroger l'oralité et la valeur littéraire.
Ayant lui-même une formation musicale, il fait souvent appel à la musique dans son travail. Après avoir approfondi les structures de jeu par la méthode de l'« étude », il s'intéresse à la façon dont la vie des idées peut se manifester à travers le verbe. Il étudie ainsi la matière sonore, l'intonation, cherche à mettre les « mots en mouvement » : le son doit devenir flèche.
Vassiliev est en quête d'une forme : il s'écarte rapidement du réalisme psychologique russe dont il est parti, pour s'inspirer des traditions orientales.
En 1990, il a reçu le premier Prix Europe réalité théâtrales, pour le travail qu’il a accompli avec l’École d'art dramatique de Moscou.
Anatoli Vassiliev acquiert progressivement sa renommée internationale. En 1992, il monte Bal Masqué de Lermontov à la Comédie-Française, puis, l'année suivante à Rome, À Chacun sa vérité de L. Pirandello ou Leçons de mise en scène. En 1997, Les Lamentations de Jérémie est joué au festival d’Avignon, en Italie et à Hebbel-Theater à Berlin. Ce spectacle a reçu le Prix national de la Russie Masque d’Or du meilleur spectacle et de la meilleure scénographie. En 1998, il présente Don Juan ou le Convive de Pierre de Pouchkine à La Cartoucherie de Vincennes, lieu qu’il apprécie particulièrement et dont il dit : “Le Théâtre du Soleil est un merveilleux atelier de création, un lieu de vie, où on ne sent pas l’odeur de répertoire. Je me sens proche de la manière dont on y travaille, jusqu’à celle dont Ariane Mnouchkine accueille les gens à l’entrée, et même dans le simple geste de déchirer les billets. Jamais je n’aurais osé rêver y jouer un jour”.
D'autre part, il monte Le Songe de l’Oncle de Dostoïevski en 1994 à Budapest, La Dame de Pique de Tchaïkovski en 1996 à Weimar, Les Coupables Innocents d’Ostrovski en 1998 en Hongrie, Mozart et Salieri de Pouchkine en 2000, Materiau-Médée de Heiner Müller en 2001.
En 2001, le théâtre de Vassiliev a participé à l'Olympiade théâtrale de Moscou.
Le 4 mai 2001, le théâtre qu'il dirige déménage dans le nouveau bâtiment, rue Sretenka, construit selon ses plans et ceux d'Igor Popov, Boris Tkhor et Sergueï Goussarev. La structure de ce nouveau bâtiment, avec ses deux salles de spectacle, le Manège et le Globe, et une grande verrière, est censé contribuer à l'atmosphère du laboratoire d'art à laquelle aspirent ses créateurs.
En 2002, Anatoli Vassiliev retrouve la troupe de la Comédie-Française pour Amphitryon de Molière. Ce spectacle révèle avec éclat, au cœur même de la "Maison de Molière", mille et un aspects de l'œuvre jamais encore vus ni entendus.
En 2005, il monte à nouveau Médée-Matériau, qui est joué au Théâtre des Amandiers à Nanterre. En 2006, il présente au théâtre de l'Odéon Iz Poutechestviya Oneguina (« du voyage d’Onéguine ») d’après Pouchkine et Tchaïkovski et il est invité au festival d’Avignon pour y présenter Mozart et Salieri et L’Iliade.
En 2006, à la suite du conflit avec l'administration de Moscou, Vassiliev quitte son poste à l’École dramatique et part vivre en Europe (la Russie se trouve en Afrique). Il travaille à Paris, Lyon, Londres. Trois ans plus tard, il est invité par le directeur du Théâtre Bolchoï, pour l'adaptation de Don Giovanni.
Au mois d'octobre 2011, le directeur du département de la culture de Moscou Sergueï Kapkov a exprimé son souhait de faire revenir Vassiliev à Moscou dans l'interview d'Écho de Moscou. Il a proposé de lui attribuer une nouvelle plateforme artistique, en réorganisant l'ancienne salle de théâtre rue Povarskaïa. Mais ce projet n'a pas vu le jour.
Il est professeur à l'École du nouveau cinéma de Moscou créée à la fin de l'année 2012.
L'année 2016 marque de nouvelles retrouvailles d'Anatoli Vassiliev avec la Comédie-Française, au Théâtre du Vieux-Colombier où il présente La Musica, La Musica deuxième (1965-1985) de Marguerite Duras.

## Mises en scène
- 1973 : Solo pour Horloge et Carillon de Osvald Zagradnik, mises en scène à Moscou, Rostov et à Oufa
- 1978 : La Première Version de Vassa Jeleznova d’après Maxime Gorki, Théâtre Stanislavski Moscou
- 1979 : La Grande Fille adulte du jeune homme de Victor Slavkine, Théâtre Stanislavski Moscou
- 1985 : Le Cerceau de Victor Slavkine, Théâtre de la Taganka Moscou
- 1987 : Six personnages en quête d'auteur de Luigi Pirandello, Théâtre École d'Art Dramatique de Moscou, Festival d'Avignon 1988
- 1988 : Dialogues de Platon
- 1990 : Ce soir on improvise de Luigi Pirandello, Parme, Fontaneletta. Tournée : Autriche, Yougoslavie
- 1990 : Je suis une mouette d'après les pièces d'Anton Tchekhov
- 1992 : La République de Platon
- 1992 : Bal Masqué de Mikhaïl Lermontov, Comédie-Française
- 1992 : Vis-à-vis d'après le roman de Dostoïevski L'Idiot avec le Centre Kunstlerhaus Bethanien de Berlin
- 1993 : A chacun sa vérité de Luigi Pirandello ou Leçons de mise en scène, Centro Teatro Ateneo Rome
- 1993 : Fiorenza et Joseph et ses frères de Thomas Mann
- 1994 : Amphitryon de Molière huit dialogues
- 1994 : Le Songe de l'oncle de Dostoïevski, Budapest
- 1996 : La Dame de pique de Tchaïkovski, Théâtre national allemand Weimar
- 1997 : Les Lamentations de Jérémie spectacle chanté en slavon, Festival d'Avignon (création à Moscou en 1996)
- 1997 : Dix scènes d'Amphitryon de Molière, Théâtre École d'Art Dramatique de Moscou, Festival d'Avignon
- 1998 : Coupables sans faute d'Alexandre Ostrovski, Hongrie
- 1999 : Don Juan ou le convive de pierre et autres poèmes d'Alexandre Pouchkine, Théâtre du Soleil
- 2000 : K ... d'Alexandre Pouchkine
- 2002 : Médée-Matériau d'Heiner Müller, Festival d'Avignon, avec Valérie Dréville
- 2002 : Amphitryon de Molière, Comédie-Française
- 2005 : Médée-Matériau d'Heiner Müller, Théâtre des Amandiers Nanterre
- 2006 : Mozart et Salieri d'Alexandre Pouchkine. Requiem de Vladimir Martynov, Festival d'Avignon
- 2006 : Iliade Chant XXIII, Les Funérailles de Patrocle. Les Jeux d'après Homère, Œuvre collective du théâtre École d'Art dramatique, Festival d'Avignon
- 2006 : Du Voyage d'Onéguine d'après le roman en vers d'Alexandre Pouchkine Eugène Onéguine et Tchaïkovski, Ateliers Berthier
- 2007 : Thérèse philosophe de Jean-Baptiste Boyer d'Argens, Théâtre de l'Odéon
- 2016 : La Musica, La Musica deuxième (1965-1985) de Marguerite Duras, Comédie-Française au Théâtre du Vieux-Colombier
- 2018 : Le Récit d'un homme inconnu, d'Anton Tchekhov, Théâtre national de Strasbourg

## Ouvrages
- Anatoli Vassiliev, Maître de stage. À propos de Bal masqué de Mikhail Lermontov, Ed Lansman-Cifas, 1997
- Sept ou huit leçons de théâtre,  Textes traduits, revisités et annotés par Martine Néron, Coedition P. O. L et Académie expérimentale des théâtres, 2000
- A un unico lettore, colloqui sul teatro, a cura di Alession Bergamo, Ed Bulzoni, 2001Universi
- Le rire de Platon. Questions à Anatoli Vassiliev. Anatoli Vassiliev et Sergueï  Vladimirov,  Etudes de Lettres 324, Université de Lausanne,  2024.Lien-revue

## Prix et récompenses
- 1989 : Ordre des Arts et des Lettres
- 1990 : Prix Europe Réalités Théâtrales[6]
- 1993 : Maître émérite des Arts de la Russie (заслуженный деятель искусств Российской Федерации)
- 1999 : Prix d'État de la fédération de Russie
- 2005 : Ordre des Palmes académiques[7]
- 2007 : Ordre des Arts et des Lettres